# Walking to Borås

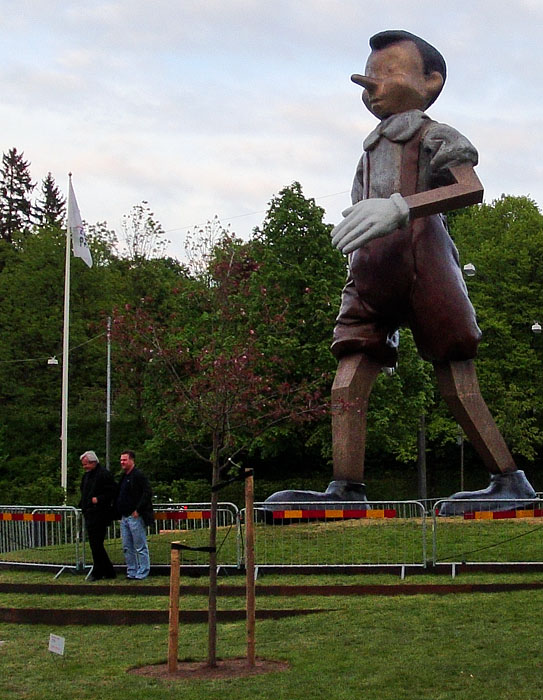
Walking to Borås

Walking to Borås är en skulptur av Jim Dine i Borås.
Walking to Borås, också kallad Pinocchio efter den italienska litterära figuren Pinocchio, är gjuten i brons och nio meter hög. Den är placerad i cirkulationsplatsen i södra ändan av Allégatan. Skulpturen är konstnärens tolkning av sagan om Pinocchio. Invigningen skedde den 16 maj 2008 i närvaro av konstnären och omkring 1 500 åskådare. Den betecknade också öppnandet av den första upplagan av Borås internationella skulpturbiennal.

## Bakgrund
Jim Dine arbetade på en bok med målningar och skulpturer på Pinocchio-tema vid en tidpunkt då han tillfrågades om en  skulptur för Borås. Hans uppfattning är att sagans ursprungliga "idé om en träpinne som pratar och blir en pojke [är] som en metafor för konsten och att det är den ultimata alkemiska omvandlingen."
En lokal debatt fördes om verket inför dess tillblivelse. En insamling under ledning av Bengt Swegmark hade åstadkommit en donation till Borås kommun på 8,5 miljoner kronor för offentlig utsmyckning. Skeptiker menade att allmänhetens vilja sattes åt sidan, och att det offentliga rummet inte respekterades. Ett beslut om att ta emot donationen fattades av kommunfullmäktige i mars 2007. 
Det finns en 60 centimeter hög bronsmodell på Borås konstmuseum.

## Fotogalleri

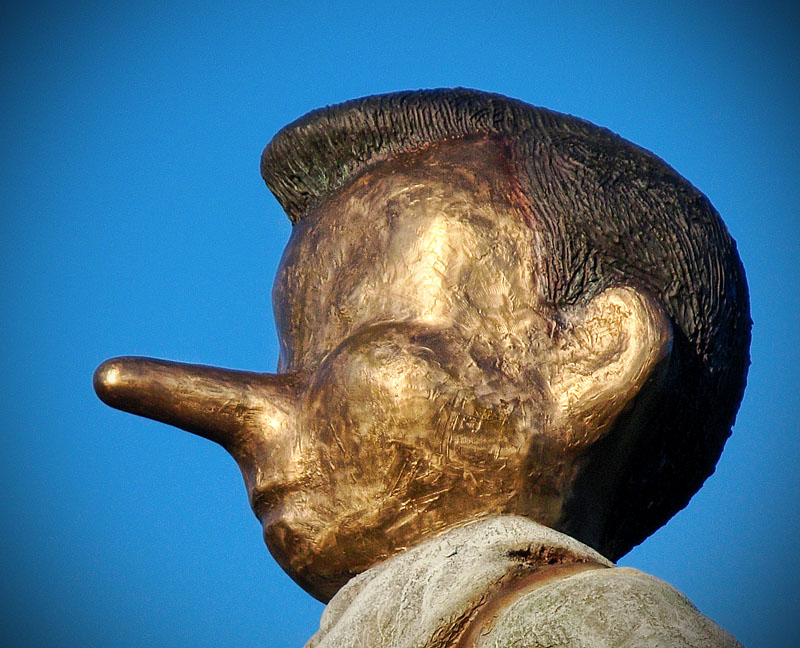
Huvudet.
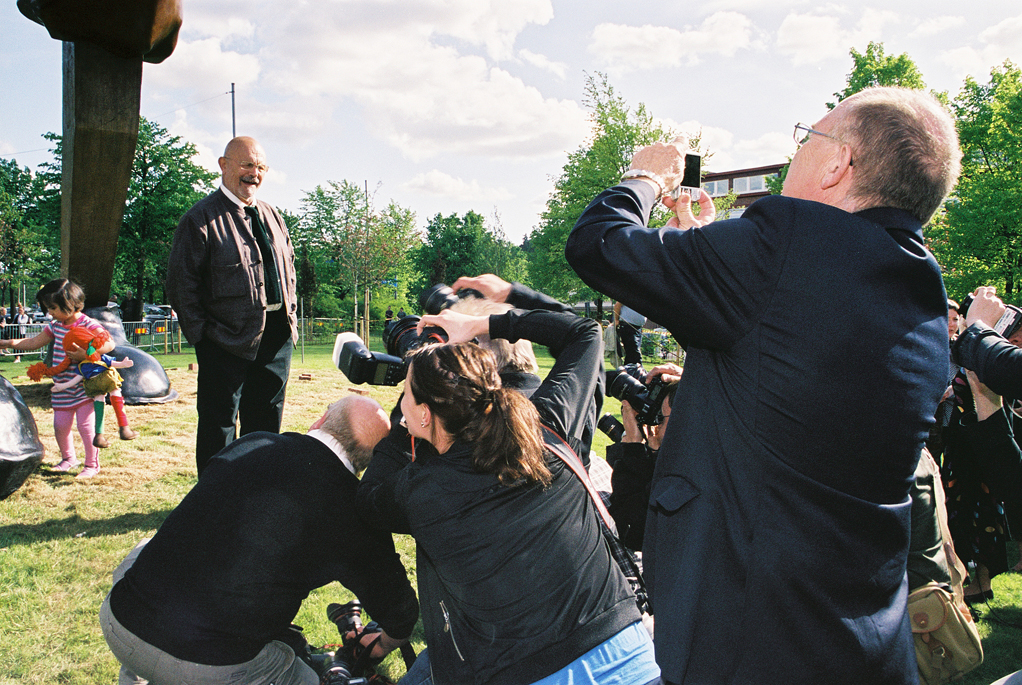
Pressuppbåd vid foten. En leende skulptör.